# Liste der Monuments historiques in Togny-aux-Bœufs
Die Liste der Monuments historiques in Togny-aux-Bœufs führt die Monuments historiques in der französischen Gemeinde Togny-aux-Bœufs auf.

## Liste der Objekte
| Bezeichnung                        | Beschreibung | Standort                      | Kennzeichnung | Schutzstatus | Datum | Bild |
| ---------------------------------- | --- | ----------------------------- | ------------- | ------------ | ----- | ---- |
| Verkündigungsfenster               | obere Hälfte eines Verkündigungsfensters, verbunden mit der Hälfte eines Fensters mit zwei betendende Männern, 16. Jahrhundert | in der Kirche St-Brice (Lage) | PM51001103    | Classé       | 1911  |      |
| Weihwasserbecken                   | Stein, 16. Jahrhundert | in der Kirche St-Brice (Lage) | PM51003040    | Inscrit      | 1980  |      |
| Relief Grablegung                  | am Hauptaltar; Stein, 1881, nach Ligier Richier                                                                                | in der Kirche St-Brice (Lage) | PM51003038    | Inscrit      | 1980  |      |
| Skulptur Sitzende Madonna mit Kind | Stein, 13. Jahrhundert | in der Kirche St-Brice (Lage) | PM51001101    | Classé       | 1911  |      |
| Skulptur Stehende Madonna mit Kind | Holz, 18. Jahrhundert | in der Kirche St-Brice (Lage) | PM51003039    | Inscrit      | 1980  |      |
| Anschlagtafel in der Sakristei     | Holz, nicht datiert | in der Kirche St-Brice (Lage) | PM51003041    | Inscrit      | 1980  |      |
| Relief Anbetung der Könige         | Stein, Anfang des 15. Jahrhunderts                                                                                             | in der Kirche St-Brice (Lage) | PM51001102    | Classé       | 1911  |      |
| Kruzifix                           | Holz, farbig gefasst, 14. Jahrhundert                                                                                          | in der Kirche St-Brice (Lage) | PM51001725    | Classé       | 2002  |      |